# Sulawesi-dwergooruil
De sulawesi-dwergooruil (Otus manadensis) is een vogelsoort uit de familie van de strigidae (uilen).

## Verspreiding en leefgebied
Deze soort is endemisch op Sulawesi en een aantal omliggende eilanden. 

## Status
De grootte van de populatie is niet gekwantificeerd maar de soort wordt omschreven als algemeen en wijdverspreid. Op de Rode lijst van de IUCN heeft deze soort de status niet bedreigd.